# Grand Prix Brazylii 2010
Grand Prix Brazylii 2010 – osiemnasta runda Mistrzostw Świata Formuły 1 w sezonie 2010.

## Lista startowa
Na niebieskim tle kierowcy biorący udział jedynie w piątkowych treningach
| Nr | Kierowca           | Zespół                       | Samochód          | Silnik               | Opony |
| -- | ------------------ | ---------------------------- | ----------------- | -------------------- | ----- |
| 1  | Jenson Button      | Vodafone McLaren Mercedes    | McLaren MP4-25    | Mercedes-Benz FO108X | B     |
| 2  | Lewis Hamilton     | Vodafone McLaren Mercedes    | McLaren MP4-25    | Mercedes-Benz FO108X | B     |
| 3  | Michael Schumacher | Mercedes GP Petronas F1 Team | Mercedes MGP W01  | Mercedes-Benz FO108X | B     |
| 4  | Nico Rosberg       | Mercedes GP Petronas F1 Team | Mercedes MGP W01  | Mercedes-Benz FO108X | B     |
| 5  | Sebastian Vettel   | Red Bull Racing              | Red Bull RB6      | Renault RS27-2010    | B     |
| 6  | Mark Webber        | Red Bull Racing              | Red Bull RB6      | Renault RS27-2010    | B     |
| 7  | Felipe Massa       | Scuderia Marlboro Ferrari    | Ferrari F10       | Ferrari 056          | B     |
| 8  | Fernando Alonso    | Scuderia Marlboro Ferrari    | Ferrari F10       | Ferrari 056          | B     |
| 9  | Rubens Barrichello | AT&T WilliamsF1 Team         | Williams FW32     | Cosworth CA2010      | B     |
| 10 | Nico Hülkenberg    | AT&T WilliamsF1 Team         | Williams FW32     | Cosworth CA2010      | B     |
| 11 | Robert Kubica      | Renault F1 Team              | Renault R30       | Renault RS27-2010    | B     |
| 12 | Witalij Pietrow    | Renault F1 Team              | Renault R30       | Renault RS27-2010    | B     |
| 14 | Adrian Sutil       | Force India Formula One Team | Force India VJM03 | Mercedes-Benz FO108X | B     |
| 15 | Vitantonio Liuzzi  | Force India Formula One Team | Force India VJM03 | Mercedes-Benz FO108X | B     |
| 16 | Sébastien Buemi    | Scuderia Toro Rosso          | Toro Rosso STR5   | Ferrari 056          | B     |
| 17 | Jaime Alguersuari  | Scuderia Toro Rosso          | Toro Rosso STR5   | Ferrari 056          | B     |
| 18 | Jarno Trulli       | Lotus F1 Racing              | Lotus T127        | Cosworth CA2010      | B     |
| 19 | Heikki Kovalainen  | Lotus F1 Racing              | Lotus T127        | Cosworth CA2010      | B     |
| 20 | Christian Klien    | HRT F1 Team                  | Hispania F110     | Cosworth CA2010      | B     |
| 21 | Bruno Senna        | HRT F1 Team                  | Hispania F110     | Cosworth CA2010      | B     |
| 22 | Nick Heidfeld      | BMW Sauber F1 Team           | BMW Sauber C29    | Ferrari 056          | B     |
| 23 | Kamui Kobayashi    | BMW Sauber F1 Team           | BMW Sauber C29    | Ferrari 056          | B     |
| 24 | Timo Glock         | Virgin Racing                | Virgin VR-01      | Cosworth CA2010      | B     |
| 25 | Lucas Di Grassi    | Virgin Racing                | Virgin VR-01      | Cosworth CA2010      | B     |
| 25 | Jérôme d’Ambrosio  | Virgin Racing                | Virgin VR-01      | Cosworth CA2010      | B     |
| Nr | Kierowca           | Zespół                       | Samochód          | Silnik               | Opony |

## Wyniki

### Sesje treningowe
| Sesja | Nr | Kierowca         | Konstruktor      | Czas     | Okr. |
| ----- | -- | ---------------- | ---------------- | -------- | ---- |
| 1     | 5  | Sebastian Vettel | Red Bull-Renault | 1:12,328 | 23   |
| 2     | 5  | Sebastian Vettel | Red Bull-Renault | 1:11,968 | 28   |
| 3     | 11 | Robert Kubica    | Renault          | 1:19,191 | 19   |

### Kwalifikacje
Źródło: Wyprzedź Mnie!
| Poz. | Nr | Kierowca           | Konstruktor          | Q1       | Q2       | Q3       | Poz. s. |
| --- | --- | ------------------ | -------------------- | -------- | -------- | -------- | ------- |
| 1 | 10 | Nico Hülkenberg    | Williams-Cosworth    | 1:20,050 | 1:19,144 | 1:14,470 | 1       |
| 2 | 5 | Sebastian Vettel   | Red Bull-Renault     | 1:19,160 | 1:18,691 | 1:15,519 | 2       |
| 3 | 6 | Mark Webber        | Red Bull-Renault     | 1:19,025 | 1:18,516 | 1:15,637 | 3       |
| 4 | 2 | Lewis Hamilton     | McLaren-Mercedes     | 1:19,931 | 1:18,921 | 1:15,747 | 4       |
| 5 | 8 | Fernando Alonso    | Ferrari              | 1:18,987 | 1:19,010 | 1:15,989 | 5       |
| 6 | 9 | Rubens Barrichello | Williams-Cosworth    | 1:19,799 | 1:18,925 | 1:16,203 | 6       |
| 7 | 11 | Robert Kubica      | Renault              | 1:19,249 | 1:18,877 | 1:16,552 | 7       |
| 8 | 3 | Michael Schumacher | Mercedes             | 1:19,879 | 1:18,923 | 1:16,925 | 8       |
| 9 | 7 | Felipe Massa       | Ferrari              | 1:19,778 | 1:19,200 | 1:17,101 | 9       |
| 10 | 12 | Witalij Pietrow    | Renault              | 1:20,189 | 1:19,153 | 1:17,656 | 10      |
| 11 | 1 | Jenson Button      | McLaren-Mercedes     | 1:19,905 | 1:19,288 | –        | 11      |
| 12 | 23 | Kamui Kobayashi    | BMW Sauber-Ferrari   | 1:19,741 | 1:19,385 | –        | 12      |
| 13 | 4 | Nico Rosberg       | Mercedes             | 1:20,153 | 1:19,486 | –        | 13      |
| 14 | 17 | Jaime Alguersuari  | STR-Ferrari          | 1:20,158 | 1:19,581 | –        | 14      |
| 15 | 16 | Sébastien Buemi    | STR-Ferrari          | 1:20,096 | 1:19,847 | –        | 20      |
| 16 | 22 | Nick Heidfeld      | BMW Sauber-Ferrari   | 1:20,174 | 1:19,899 | –        | 15      |
| 17 | 15 | Vitantonio Liuzzi  | Force India-Mercedes | 1:20,592 | 1:20,357 | –        | 16      |
| 18 | 14 | Adrian Sutil       | Force India-Mercedes | 1:20,830 | –        | –        | 23      |
| 19 | 24 | Timo Glock         | Virgin-Cosworth      | 1:22,130 | –        | –        | 17      |
| 20 | 18 | Jarno Trulli       | Lotus-Cosworth       | 1:22,250 | –        | –        | 18      |
| 21 | 19 | Heikki Kovalainen  | Lotus-Cosworth       | 1:22,378 | –        | –        | 19      |
| 22 | 25 | Lucas Di Grassi    | Virgin-Cosworth      | 1:22,810 | –        | –        | 21      |
| 23 | 20 | Christian Klien    | HRT-Cosworth         | 1:23,083 | –        | –        | 22      |
| 24 | 21 | Bruno Senna        | HRT-Cosworth         | 1:23,796 | –        | –        | 24      |
| Poz. | Nr | Kierowca           | Konstruktor          | Q1       | Q2       | Q3       | Poz. s. |
| \| Legenda \| Legenda \| \| ------------------------ \| ---------------------------------------------------------------------------------------------------------------------------------------------------------------------------------------------------------------------------------------------------------------- \| \| Poz. Nr Q1 Q2 Q3 Poz. s. \| Pozycja zajęta w sesji kwalifikacyjnej Numer startowy kierowcy Wynik uzyskany w pierwszej części kwalifikacji Wynik uzyskany w drugiej części kwalifikacji Wynik uzyskany w trzeciej części kwalifikacji Pozycja startowa po uwzględnięniu kar, przesunięć, itp. \| | |                    |                      |          |          |          |         |
| Legenda | |                    |                      |          |          |          |         |
| Poz. Nr Q1 Q2 Q3 Poz. s. | Pozycja zajęta w sesji kwalifikacyjnej Numer startowy kierowcy Wynik uzyskany w pierwszej części kwalifikacji Wynik uzyskany w drugiej części kwalifikacji Wynik uzyskany w trzeciej części kwalifikacji Pozycja startowa po uwzględnięniu kar, przesunięć, itp. |                    |                      |          |          |          |         |

### Wyścig
Źródło: Wyprzedź Mnie!
| P                 | + / –     | Nr | Kierowca           | Konstruktor          | Okr. | Czas / Strata    | Komentarz           |
| ----------------- | --------- | -- | ------------------ | -------------------- | ---- | ---------------- | ------------------- |
| 1                 | 1         | 5  | Sebastian Vettel   | Red Bull-Renault     | 71   | 1h33m11s803      |                     |
| 2                 | 1         | 6  | Mark Webber        | Red Bull-Renault     | 71   | +0:04,243        |                     |
| 3                 | 2         | 8  | Fernando Alonso    | Ferrari              | 71   | +0:06,807        |                     |
| 4                 | Bez zmian | 2  | Lewis Hamilton     | McLaren-Mercedes     | 71   | +0:14,634        |                     |
| 5                 | 6         | 1  | Jenson Button      | McLaren-Mercedes     | 71   | +0:15,593        |                     |
| 6                 | 7         | 4  | Nico Rosberg       | Mercedes             | 71   | +0:35,320        |                     |
| 7                 | 1         | 3  | Michael Schumacher | Mercedes             | 71   | +0:43,456        |                     |
| 8                 | 7         | 10 | Nico Hülkenberg    | Williams-Cosworth    | 70   | +1 okr.          |                     |
| 9                 | 2         | 11 | Robert Kubica      | Renault              | 70   | +1 okr. (01,178) |                     |
| 10                | 2         | 23 | Kamui Kobayashi    | BMW Sauber-Ferrari   | 70   | +1 okr. (00,471) |                     |
| 11                | 3         | 17 | Jaime Alguersuari  | STR-Ferrari          | 70   | +1 okr. (07,367) |                     |
| 12                | 10        | 14 | Adrian Sutil       | Force India-Mercedes | 70   | +1 okr. (00,510) |                     |
| 13                | 6         | 16 | Sébastien Buemi    | STR-Ferrari          | 70   | +1 okr. (12,796) |                     |
| 14                | 8         | 9  | Rubens Barrichello | Williams-Cosworth    | 70   | +1 okr. (00,032) |                     |
| 15                | 6         | 7  | Felipe Massa       | Ferrari              | 70   | +1 okr. (00,712) |                     |
| 16                | 6         | 12 | Witalij Pietrow    | Renault              | 70   | +1 okr. (00,701) |                     |
| 17                | 2         | 22 | Nick Heidfeld      | BMW Sauber-Ferrari   | 70   | +1 okr. (01,250) | [ 8 ]               |
| 18                | 2         | 19 | Heikki Kovalainen  | Lotus-Cosworth       | 69   | +2 okr.          |                     |
| 19                | 1         | 18 | Jarno Trulli       | Lotus-Cosworth       | 69   | +2 okr. (00,842) |                     |
| 20                | 3         | 24 | Timo Glock         | Virgin-Cosworth      | 69   | +2 okr. (06,218) |                     |
| 21                | 3         | 21 | Bruno Senna        | HRT-Cosworth         | 69   | +2 okr. (01,232) |                     |
| 22                | 1         | 20 | Christian Klien    | HRT-Cosworth         | 65   | +6 okr.          |                     |
| Niesklasyfikowani |           |    |                    |                      |      |                  |                     |
|                   |           | 25 | Lucas Di Grassi    | Virgin-Cosworth      | 62   |                  | +9 okr.             |
|                   |           | 15 | Vitantonio Liuzzi  | Force India-Mercedes | 49   |                  | zawieszenie/wypadek |
| P                 | + / –     | Nr | Kierowca           | Konstruktor          | Okr. | Czas / Strata    | Komentarz           |

### Najszybsze okrążenie
Źródło: Wyprzedź Mnie!
| Nr | Kierowca       | Konstruktor      | Czas     | Okr. |
| -- | -------------- | ---------------- | -------- | ---- |
| 2  | Lewis Hamilton | McLaren-Mercedes | 1:13,851 | 66   |

## Prowadzenie w wyścigu
Źródło: Wyprzedź Mnie!
| Nr                              | Kierowca         | Okrążenia       | Suma |
| ------------------------------- | ---------------- | --------------- | ---- |
| 5                               | Sebastian Vettel | 1 – 25; 27 – 71 | 69   |
| 6                               | Mark Webber      | 25 – 27         | 2    |
| \| Wykres \| \| ------ \| \| \| |                  |                 |      |
| Wykres                          |                  |                 |      |
|                                 |                  |                 |      |

## Klasyfikacja po wyścigu
Źródło: Wyprzedź Mnie!

### Kierowcy
| P  | +/− | Kierowca           | Starty | Punkty | P1 | P2 | P3 | PP | NO | NS |
| -- | --- | ------------------ | ------ | ------ | -- | -- | -- | -- | -- | -- |
| 1  | 0   | Fernando Alonso    | 18     | 246    | 5  | 2  | 3  | 2  | 5  | 1  |
| 2  | 0   | Mark Webber        | 18     | 238    | 4  | 4  | 2  | 5  | 3  | 2  |
| 3  | +1  | Sebastian Vettel   | 18     | 231    | 4  | 2  | 3  | 9  | 3  | 3  |
| 4  | −1  | Lewis Hamilton     | 18     | 222    | 3  | 4  | 1  | 1  | 4  | 3  |
| 5  | 0   | Jenson Button      | 18     | 199    | 2  | 3  | 1  | –  | 1  | 2  |
| 6  | 0   | Felipe Massa       | 18     | 143    | –  | 2  | 3  | –  | –  | 1  |
| 7  | +1  | Nico Rosberg       | 18     | 130    | –  | –  | 3  | –  | –  | 3  |
| 8  | −1  | Robert Kubica      | 18     | 126    | –  | 1  | 2  | –  | 1  | 3  |
| 9  | 0   | Michael Schumacher | 18     | 72     | –  | –  | –  | –  | –  | 1  |
| 10 | 0   | Rubens Barrichello | 18     | 47     | –  | –  | –  | –  | –  | 2  |
| 11 | 0   | Adrian Sutil       | 18     | 47     | –  | –  | –  | –  | –  | 3  |
| 12 | 0   | Kamui Kobayashi    | 18     | 32     | –  | –  | –  | –  | –  | 8  |
| 13 | +2  | Nico Hülkenberg    | 18     | 22     | –  | –  | –  | 1  | –  | 4  |
| 14 | −1  | Vitantonio Liuzzi  | 18     | 21     | –  | –  | –  | –  | –  | 5  |
| 15 | −1  | Witalij Pietrow    | 18     | 19     | –  | –  | –  | –  | 1  | 5  |
| 16 | 0   | Sébastien Buemi    | 18     | 8      | –  | –  | –  | –  | –  | 5  |
| 17 | 0   | Pedro de la Rosa   | 14     | 6      | –  | –  | –  | –  | –  | 6  |
| 18 | 0   | Nick Heidfeld      | 4      | 6      | –  | –  | –  | –  | –  | 1  |
| 19 | 0   | Jaime Alguersuari  | 18     | 3      | –  | –  | –  | –  | –  | 2  |
| 20 | 0   | Heikki Kovalainen  | 18     | 0      | –  | –  | –  | –  | –  | 5  |
| 21 | +2  | Jarno Trulli       | 18     | 0      | –  | –  | –  | –  | –  | 7  |
| 22 | −1  | Karun Chandhok     | 10     | 0      | –  | –  | –  | –  | –  | 2  |
| 23 | +1  | Bruno Senna        | 17     | 0      | –  | –  | –  | –  | –  | 9  |
| 24 | −2  | Lucas Di Grassi    | 17     | 0      | –  | –  | –  | –  | –  | 8  |
| 25 | 0   | Timo Glock         | 18     | 0      | –  | –  | –  | –  | –  | 7  |
| 26 | 0   | Sakon Yamamoto     | 7      | 0      | –  | –  | –  | –  | –  | 1  |
| 27 | 0   | Christian Klien    | 2      | 0      | –  | –  | –  | –  | –  | 1  |
| P  | +/− | Kierowca           | Starty | Punkty | P1 | P2 | P3 | PP | NO | NS |

### Konstruktorzy
| P  | +/− | Konstruktor          | Starty | Punkty | P1 | P2 | P3 | PP | NO | NS |
| -- | --- | -------------------- | ------ | ------ | -- | -- | -- | -- | -- | -- |
| 1  | 0   | Red Bull-Renault     | 36     | 469    | 8  | 6  | 5  | 14 | 6  | 5  |
| 2  | 0   | McLaren-Mercedes     | 36     | 421    | 5  | 7  | 2  | 1  | 5  | 5  |
| 3  | 0   | Ferrari              | 36     | 389    | 5  | 4  | 6  | 2  | 5  | 3  |
| 4  | 0   | Mercedes             | 36     | 202    | –  | –  | 3  | –  | –  | 3  |
| 5  | 0   | Renault              | 36     | 145    | –  | 1  | 2  | –  | 2  | 8  |
| 6  | +1  | Williams-Cosworth    | 36     | 69     | –  | –  | –  | 1  | –  | 6  |
| 7  | −1  | Force India-Mercedes | 36     | 68     | –  | –  | –  | –  | –  | 8  |
| 8  | 0   | BMW Sauber-Ferrari   | 35     | 44     | –  | –  | –  | –  | –  | 15 |
| 9  | 0   | Toro Rosso-Ferrari   | 36     | 11     | –  | –  | –  | –  | –  | 7  |
| 10 | 0   | Lotus-Cosworth       | 34     | 0      | –  | –  | –  | –  | –  | 13 |
| 11 | 0   | HRT-Cosworth         | 36     | 0      | –  | –  | –  | –  | –  | 13 |
| 12 | 0   | Virgin-Cosworth      | 34     | 0      | –  | –  | –  | –  | –  | 15 |
| P  | +/− | Konstruktor          | Starty | Punkty | P1 | P2 | P3 | PP | NO | NS |